# Južna provincija (Sijera Leone)
Južna provincija (eng. Southern Province) je jedna od tri provincije u Sijera Leoneu. Nalazi se u južnom dijelu države na granici s Liberijom te na obali Atlantskog oceana. Prema podacima iz 2015. godine u provinciji živi 1.438.572 stanovnika na površini od 19.694 km2, dok je prosječna gustoća naseljenosti 73 stanovnika na km2.
Provincija je podjeljena na četiri okruga:
- Okrug Bo, središte Bo
- Okrug Bonthe, središte Mattru Jong
- Okrug Moyamba, središte Moyamba
- Okrug Pujehun, središte Pujehun

### Granice
Južna provincija graniči s:
- Grand Cape Mount, Liberija: istok

- Zapadna zona (Sijera Leone): sjeverozapad
- Istočna provincija (Sijera Leone): istok
- Sjeverna provincija (Sijera Leone): sjever

Na zapadu i jugu Južne provincije je Atlantski ocean.